# Eriogonum lagunense
Eriogonum lagunense är en slideväxtart som beskrevs av Marcus Eugene Jones. Eriogonum lagunense ingår i släktet Eriogonum och familjen slideväxter. Inga underarter finns listade i Catalogue of Life.